# ドラえもんのひみつ道具 (こ)
ドラえもんのひみつ道具 (こ) では、藤子・F・不二雄の漫画『ドラえもん』、『大長編ドラえもん』(VOL.1〜17)、藤子・F・不二雄のその他の著作に登場するひみつ道具のうち、読みが「こ」で始まるものを列挙する。（()は海外版）

## こいこいマーク
こいこいマークは、「こいこいマークでお中元」（藤子・F・不二雄大全集第5巻に収録）に登場する。
Uターンの矢印の形をしたシール。これを地面に貼ると、その上を通った者（空を飛んでいる者も含む）は無意識のうちにその矢印の方角へと向かってしまう。

## こいのぼりそうじゅうき
こいのぼりそうじゅうきは、「こいのぼり」（てんとう虫コミックス第6巻に収録）に登場する。
この道具の放つ電波をこいのぼりに浴びせると、こいのぼりが意思を持って動き回り、柏餅をえさとして育ち、卵を産んで繁殖するようになる。この道具でこいのぼりを飼うには、「雲の池」を併用する必要がある。

## 合成鉱山の素
合成鉱山の素（ごうせいこうざんのもと）は、「合成鉱山の素」（てんとう虫コミックス第43巻に収録）に登場する。
鉱脈を人工的に作り出してどんな物でも採掘できる道具。全103種（当時）の元素が混合された液体が瓶に入っている。地面に穴を掘ってこの液を注ぐと、液が固まって鉱脈が生成され、その穴の周囲の土が「合成鉱山」になる。採掘したい物品（機械でも食べ物でも何でもよい）1つを合成鉱山へ入れると、元素が合成され、半日ほど経つと鉱脈の中にその物が無数に埋まっている状態になる。採掘したい物は、すでに液が固まって鉱脈が生成された後からでも追加することができる。

## 光線じゅう
光線じゅう（こうせんじゅう）は、「ぼく、桃太郎のなんなのさ」（てんとう虫コミックス第9巻に収録）に登場するほか、下述の記載例がある。
ドラえもんが鬼が島での鬼退治のために（熱線銃、原子核破壊砲と共に）用意したが、実際には使用されなかった。そのため具体的な威力は不明だが、「石器時代の王さまに」（コミックス7巻収録）で使用された銃を当該道具と紹介している実例があり（藤子不二雄ランド「ドラえもん」9巻巻末特集にて）、劇中の描写から一撃でマンモスを撃退するほどの威力を持っていると見做すことができる。また、前述エピソードを原作とした映画『ドラえもん ぼく、桃太郎のなんなのさ』には登場しない。

## 高層マンション化エレベーター
高層マンション化エレベーター （こうそうマンションかエレベーター）は、「野比家は三十階」（てんとう虫コミックス第41巻に収録）に登場する。
家の壁に設置して階数ボタンを押すと、家をその階に相当する高さまで浮かべてくれる。一部の展望台のように家を回転させ、景色を堪能できる。
浮かんでいる際の電気、ガス、通信、上下水道などは亜空間コネクターという道具を使って繋げておく。
家が浮いている間も玄関だけは地上と繋がっており、地上には玄関の扉部分だけが残っている状態になる。浮いている家の玄関部分の外観は原作中で描かれておらず、どう見えるかは不明（テレビアニメでは玄関ごと浮いていた）。
ドラえもん曰く22世紀では台風は上陸する前に消してしまうらしい。そのため暴風への対策はなされておらず、浮いている状態の家が台風などにより暴風を受けると、船のように激しく揺れてしまう。

## 交通安全お守り
交通安全お守り（こうつうあんぜんおまもり）は、大長編漫画『のび太の恐竜』に登場する。
見た目は普通のお守り。作中では、滝から転落する最中にドラえもんがポケットから出し、結果的にドラえもんとのび太、ピー助は無事だった。
この道具は1983年の漫画単行本発行時に加筆が行われたことで初登場したため、1980年公開のアニメ映画には登場しないが、2006年公開のアニメ映画『のび太の恐竜2006』には登場する。
ひみつ道具の事典『ドラえもん最新ひみつ道具大事典』（2008年9月発行）では、あらゆる交通事故から身を守ってくれるお守りであるとしている。

## こうつうきせいタイマー
こうつうきせいタイマーは、「こうつうきせいタイマー」（てんとう虫コミックス『ドラえもんプラス』第5巻に収録）に登場する。
この道具を道路の両端にしかけ、タイマーを作動させると、タイマーで指定された時間の間はその道路を誰も通らなくなる。たとえ誰かが道路を通ろうとしても、偶然にも忘れ物を思い出して引き返したり、気まぐれで別の道を通りたくなって立ち去ったりしてしまう。タイマー作動前から道路の中にいた人には効果はなく、その道路を占有することができる。占有時間が終わると、その道を通ろうと思っていた人が一斉に通るため、その道は異様に混み合ってしまう。

## 交通ひょうしきステッカー
交通ひょうしきステッカー（こうつうひょうしきステッカー）は、「交通ひょうしきステッカー」（てんとう虫コミックス『ドラえもんプラス』第4巻に収録）に登場する。
日本の道路標識を模したステッカー。裏面に誰かの名前を書いて実物の標識のように街路に貼っておくと、その人物は標識の指示に強制的に従わされてしまう。また、ステッカーが人に貼ってある場合も効果があり、対象の人物（ステッカーの裏面に書かれた者）の近くにそのステッカーを貼られた者がいた時にその効果が発揮される。
進入禁止
「車両進入禁止(303)」を模したステッカー。ドアに貼ると、そのドアに入ろうとしても通り過ぎてしまい、入れなくなる。
けい笛ならせ
「警笛鳴らせ(328)」を模したステッカー。「ブブ〜、ブブ〜!」と警笛の口まねをさせられる。
矢印の方にだけ、進め
「指定方向外通行禁止(311-B)」を模したステッカー。わき道に突入し、どこかへ走り去ってしまう。
ゆっくり進め
「徐行(329-B)」を模したステッカー。動作（と言葉）がスローモーションになってしまう。
車をとめるな
「駐停車禁止(315)」を模したステッカー。いきなり走り出し、またどこかへ行く。止まることはできない。
すべりやすい
「すべりやすい(209)」を模したステッカー。突如転倒する。
落石注意
「落石のおそれあり(209の2)」を模したステッカー。何かが降って来る。作中ではボールが飛んできた。
そのほかのきけん
「その他の危険(215)」を模したステッカー。作中ではジャイアンがジャイアンの母ちゃん、先生、および犬にまとめて追い回された。
なお、作中ではその他の危険標識は母、先生、犬に追いまわされるという設定だが、実際の「その他の危険」の標識は「なだれ注意」（豪雪地帯に多い）、「蛇出没注意」（青山墓地付近）、「波しぶきに注意」（能登半島の海側などに多い）などで、該当する注意標識が存在しないものに使われている。

## コエカタマリン
コエカタマリンは、「声のかたまり」（てんとう虫コミックス第12巻に収録）、「おざしき水族館」（てんとう虫コミックス第23巻に収録）、「『ワ』の字で空をいく」（てんとう虫コミックス第34巻に収録）に登場する。
液体の薬。これを飲んで大声を出すと、発した言葉が擬音に似たカタカナ文字の形の固体となり、その場に落下させたり、空中に放つことができる。空中に放った場合は音速で飛ぶ。のび太はこの薬で出てくる「ワ」の字を「音速字ェット機」と呼んで乗り物にしたり、固体化した声を武器や道具にしたりもした。
書籍『ドラえもんひみつ道具完全大事典』では、「コエカタマリン」と「コエカタマリン空飛びタイプ」を区別している。
ドラえもんの学習まんがでは、以下のように出す文字を変えるには違う道具を使う必要があるとされている。一方、テレビアニメ第2作第1期「ポンプ地下室で街を作ろう」（1999年3月26日放送、ビデオ『ドラえもん テレビ版スペシャル特大号』春の巻5、およびDVD『ドラえもん コレクション・スペシャル』春の5に収録）登場分は、「デコ」「ボコ」と叫ぶと「凸」「凹」と漢字の固形になっていたが、DVD収録のコンテンツ「ひみつ道具ずかん」では道具の名称は普通に「コエカタマリン」としている。
テレビアニメ第2作第2期でも、普通のコエカタマリンを使用して「山田」「のび太くん」といった漢字・ひらがなの固形を出現させている。
コエカタマリン英語版
ドラえもんの学習まんが（『小学五年生』1994年9月号掲載）に登場する。大声が英語状の固体となる。
声カタマリン 漢字タイプ
ドラえもんの学習まんが『ドラえもん漢字攻略クイズ&コミック』（『小学五年生』1993年4月号付録）が登場する。
道具名の表記については、第23巻収録「おざしき水族館」で「声カタマリン」、学習シリーズドラえもんの漢字辞典ステップ2で「声かたまリン」という表記が使われている。

## 声のキャンデー
声のキャンデー（こえのキャンデー）は、「キャンデーなめて歌手になろう」（てんとう虫コミックス第8巻に収録）に登場する。
正確には特殊なキャンディーを作る機械。 機械に付いているマイクで対象の人物の声を録音する。 すると、機械が声の声紋を分析し、対象の人物の声紋パターンを完璧にコピーしたキャンディーが出てくる。このキャンディーを舐めると、対象の人物とそっくりな声が出せる。また、劇中ではジャイアンが歌手の声のキャンデーを舐めたところ、まともに歌えるようになっていた。
このキャンディーによる声紋を変える効果は30分しかもたないため、あまり早く舐めすぎると肝心なときに役に立たなくなる場合がある。
ラストでは、恥をかかされたと激怒したジャイアンがドラえもんとのび太を追いかける、初出時は二人がジャイアンから隠れている所で終わっているが、　単行本収録時は、ジャイアンの母の声のキャンディーを舐め（第2作第1期及び、第2期の1回目はドラえもん、2回目はのび太が舐めている）、「たけし！！乱暴すると承知しないよ！」とジャイアンの母の声で一喝したことにより、ジャイアンを退散させている。
製造機
作中では、声のキャンデーを作る機械の名称は登場しない。
テレビアニメ第2作第1期「キャンデーなめて歌手になろう」では「声紋キャンデー製造機」、テレビアニメ第2作第1期（リメイク版）「声もんキャンディー」では「声もんキャンディー製造機」としている。またテレビアニメ第2作第1期「七色の声あめ」でも、生成されるキャンデーは同様だが機械のデザインが異なる「七色の声あめ製造機」が登場する。
テレビアニメ第2作第2期「キャンディーなめて歌手になろう」は2回アニメ化されており、1回目は「声のキャンディー」の名称が登場するだけで作る機械の名称は登場しない。2回目（リメイク版）は「声紋キャンディー製造機」と呼ばれている。

## ゴーゴーカザグルマ
ゴーゴーカザグルマは、「手作りの雲は楽しいね」（てんとう虫コミックス第39巻に収録）、『ドラえもん のび太と雲の王国』、『ドラえもん のび太の創世日記』に登場する。
玩具の風車のような形をした道具で、乗り物などに付けるとスピードを上げることができる。玩具のような外観に似合わず、数時間で日本から赤道付近まで行けるほどの性能を持つ。
道具の名称は、「手作りの雲は楽しいね」では無名、『ドラえもん のび太と雲の王国』では「雲進めプロペラ」、『ドラえもん のび太の創世日記』では「ゴーゴーカザグルマ」としている

## ゴーゴードッグ
声 - 不明（1980.1）→宇垣秀成（2006.12）
ゴーゴードッグは、「ドラえもんとドラミちゃん」（てんとう虫コミックス『ドラえもんプラス』第4巻に収録）に登場する。
イヌの上半身を象った道具。人を吠えつけることで、その人を自宅にいられないような状況を作り出す。作中では出木杉を家から追い出すのに使用され、出木杉家のそばで偶然にも道路工事が始まり、騒音に耐えかねた出木杉が家を飛び出してしまった。また、ドラミがドラえもんを野比家から遠ざけようとしたときは、家に近付いた彼の目前にネズミが出現した。
「カムカムキャット」と対になっている。

## コース決定機
コース決定機（コースけっていき）は、「コース決定機」（てんとう虫コミックススペシャル『ドラえもんカラー作品集』第6巻に収録）に登場する。
人や物を、決められたコースだけを動くようにする道具。この道具に備えられているスクリーンにその人や物を写しておき、さらに道具で地面に線をひくと、その線の上のみを動くようになる。
作中の描写では地面を削って線を引いているようだが、その後のセリフにより、方法は不明だが海の上にも線を引けることになっている。

## コースチェッカー
コースチェッカーは、「右か左か人生コース」（てんとう虫コミックス第42巻に収録）に登場する。
1m以上の高さの杖であり、丸型のテレビが付いている。道を歩いていて、別れ道のどちらを行くか迷ったときなど、この道具をそれぞれの方向につきたてると、その方向へ行った場合どうなるかが画面上に映し出される。ただし、最大15分先の未来までしか表示されないため、一見悪い出来事が起こるように見えても、15分経った後には、その悪い出来事が引き金となってもっとよい出来事が起きることもあり得る。
似たような道具に「きりかえ式タイムスコープ」が存在する。コースチェッカーは15分先の未来しか見る事が出来ないのに対し、きりかえ式タイムスコープの方は数時間先の未来が見える上、小型で持ち運びが楽である。

## ゴーホームオルゴール
ゴーホームオルゴールは、「いやなお客の帰し方」（てんとう虫コミックス第11巻に収録）に登場する。
カエルが大口を開けた形のオルゴール（「蛙が鳴くから帰ろ」に引っかけていると思われる）。頭部にぜんまいねじが付いており、ぜんまい式にねじを巻いて使用する。このオルゴールの音楽（曲は「蛍の光」）を聞くと、体が勝手に動いて自宅や実家に帰りたくてしようがなくなってしまう。ボリュームを上げるほど効果が増すが、あまり上げすぎると帰らせたい相手以外にも聞こえてしまうことがあり、この場合はその人にも効果が及んでしまう。
作中では、野比家に嫁いだ玉子や野比家に来ていたのび助の会社の社長には効果があったが、22世紀の未来からやってきたドラえもんだけは効果が無かった。

## コーモンじょう
コーモンじょうは、「コーモンじょう」（てんとう虫コミックス第18巻に収録）に登場する。
「*」のマークが描かれた球形の錠剤。その名前を聞いたのび太は、第一印象を「コーモン……？なんかばっちい感じ」と語った（形と名から肛門を連想したらしい）。見てくれも悪いが、味も悪い。
飲んだ後、自分の名を名乗ることで、どんな相手だろうと恐れ入らせ平伏させることができる。時代劇『水戸黄門』での、印籠を出すクライマックスシーンと同様の効果を持つ。平伏させる効果はごくわずかの時間しか続かない。また、耳栓などで耳をふさいだ相手に対しては効果がない。なお、のび太の名乗りを偶然聞いた警察官はのび太の意思と無関係に平伏してしまったが、玉子を平伏させた際にその場にいたドラえもんは平伏していない。
書籍「続・ドラえもん全百科」のクイズによると、魚のような言葉の通じない相手には効果が無いとしている。
似たような薬として、「ヒットラー錠」がある。

## 氷が石みたいにかたまってとけなくなるスプレー
氷が石みたいにかたまってとけなくなるスプレー（こおりがいしみたいにかたまってとけなくなるスプレー）は、「大氷山の小さな家」（てんとう虫コミックス第18巻に収録）に登場する。正式名称不明。
このスプレー剤を吹き付けると、氷が石みたいに固まって溶けなくなる。

## 氷がフンワリやわらかくかたまるスプレー
氷がフンワリやわらかくかたまるスプレー（こおりがフンワリやわらかくかたまるスプレー）は、「大氷山の小さな家」（てんとう虫コミックス第18巻に収録）に登場する。正式名称不明。
このスプレー剤を吹き付けると、氷がフンワリやわらかくなる。「ドラえもん のび太の南極カチコチ大冒険」では、名称を「ふかふかスプレー」としている。

## 氷ざいくごて
氷ざいくごて（こおりざいくごて）は、「大氷山の小さな家」（てんとう虫コミックス第18巻に収録）に登場する。
氷を溶かし、好きな形に形作ることができる。広い面をおおまかに溶かす先が平たいこてと、細工用の先が細いこてとがある。
「のび太の南極カチコチ大冒険」では「プラス」に切り換えて氷を作ることもできる。

## 小型ますい銃
小型ますい銃（こがたますいじゅう）は、「オオカミ一家」（てんとう虫コミックス第2巻に収録）に登場する。
片手で扱うことのできる、銃身の形が注射器に似た麻酔銃。撃たれた者は一瞬のうちに眠る。作中ではオオカミ、ドラえもんに効果があった。
作中では名称が登場しない。名称の初出はテレビアニメ第2作第2期「オオカミ一家」（2007年3月2日放送）。

## ごきげんメーター
ごきげんメーターは、「ごきげんメーター」（てんとう虫コミックス第9巻に収録）に登場する。
人の顔ほどの大きさがあるルーペで、これを通して人や動物、及び感情のあるロボットの顔を見ると、機嫌の具合が天気に例えられて見える。機嫌の良いと晴れ、悪いと曇り、怒っていると雷、泣いていると雨となる。

## ゴキブリカバー
声 - 不明（1981.1）
ゴキブリカバーは、「ゴキブリカバー」（てんとう虫コミックス『ドラえもんプラス』第3巻に収録）に登場する。
外観は2頭身の人型の着ぐるみで、身長はドラえもんの半分程度。ゴキブリシーバーで味方に付けたたくさんのゴキブリをこれに入れることで、ロボットのように動き、色々な仕事を引き受けてくれる。報酬として瓶入りの丸薬状の餌を1日1粒与える必要がある。カバーの外観は可愛らしいが、内部では何十匹ものゴキブリがうごめいて全身を動かしている。
餌は暴走させないように1日1粒が原則だが、複数粒与えれば内部のゴキブリが増殖して、その分力も強くなる。4粒ほどで人間並みの大きさと力になる。あまりに餌を与えすぎると見上げるほどの大きさになり、終いにはカバーが裂けて何十万匹ものゴキブリがあふれるという。

## ゴキブリシーバー
ゴキブリシーバーは、「ゴキブリカバー」（てんとう虫コミックス『ドラえもんプラス』第3巻に収録）に登場する。
この道具で「全員集合!」と合図すると、付近のゴキブリが一斉に集まってくる。さらに道具の放つ放射能によってゴキブリが進化を遂げて知能を持ち、ゴキブリシーバーを通じて会話ができるようになる。

## ごきぶりふえ
ごきぶりふえは、「ごきぶりふえ」（てんとう虫コミックス『ドラえもんプラス』6巻に収録）に登場する。
この笛を吹き鳴らすと、あたかも童話『ハーメルンの笛吹き男』のように、ゴキブリを集めることができる。笛は「ほぅい ほぅい」（「ドラえもん プラス 第6巻」では〝ほいほい～〟）と鳴る。
同じくハーメルンをモチーフとした道具に「ハメルンチャルメラ」があるが、物がひとりでに逃げて行くチャルメラと異なり、こちらは集めたゴキブリが勝手にどこかへ逃げてくれるわけではないので、ゴキブリ退治のために用いるには、ちょうど童話と同じように、この笛でゴキブリを家の外などに上手に誘導しなければならない。

## ごくうリング
ごくうリングは、「ごくうリング」（てんとう虫コミックススペシャル『ドラえもんカラー作品集』第6巻に収録）に登場する。
『西遊記』の孫悟空が頭にはめている輪「緊箍児」を模したような輪。これを頭にはめ、「しまれ」、「しめろ」、もしくはそれに類似した言葉を言われるか、自分自身がそれを口にすると、頭が締め付けられる。また、外すときには自分以外の誰かに外してもらわなければならない。
テレビアニメ第2作第1期では、リングの着用者から数十m以上離れた場所で「しまれ」と言っても効果が発揮される（可能な最大範囲は不明）。作中ではスネ夫がリングをはめたのび太をお使いに行かせたが、のび太にお使いの籠を返された為、「しまれ」と連発するも、リングはジャイアンがはめており、スネ夫から数十m以上離れた場所にいたジャイアンは頭を締め付けられた。

## 国際保護動物スプレー
国際保護動物スプレー（こくさいほごどうぶつスプレー）は、「のび太は世界にただ一匹」（てんとう虫コミックス第27巻に収録）に登場する。
希少価値のある動物を保護するためのスプレー。保護しなければならない動物に巡り会ったとき、すかさずこのスプレーを吹き付けると、「国際保護ガス」という気体が体にまとわりつき、外敵から攻撃されず、周囲の人々がみんなその動物を大事に感じるようになる（ただし、人によっては「珍しいからうちで飼いたい」と捕獲しようとすることもある）。効果があるのはかけられた個体のみで、人間にも有効。単位は人間の場合でも「匹」になる。保護効果を取り消す薬は（作中では）ないそうなので、かける相手を間違えると大変なことになる。また、作中ではのび太が自分にこのスプレーを吹き付けたとき、ドラえもんとママだけは国際保護ガスの影響を受けていなかった。
なお、作品中ではトキが保護のために捕獲された記述があるが、これは執筆当時（1981年）の出来事で、その後日本国内の在来種のトキは2003年に絶滅し現存しない。コミックス27巻の現在の版でも「現在、日本種はすべて絶滅してしまいました。」との表記がされている。

## 固形空気
固形空気（こけいくうき）は、「地球脱出計画」（てんとう虫コミックス『ドラえもんプラス』第2巻に収録）などに登場する。
空気を錠剤状に固体化したものが瓶の中に入っている。空気の無いところにばら撒いて時間を置くと、そこを空気で満たすことができる。作中では1瓶の数十錠で、直径約300メートルの小惑星を呼吸可能な環境とした。
だが、その星は極端な楕円軌道で太陽の周りを公転しており、太陽に近づいた時に星が非常に暑くなり、避難せざるを得なくなった。

## こけおどし手投げ弾
こけおどし手投げ弾は、『ドラえもん のび太と竜の騎士』に登場する。
手投げ弾の一種で、投げつけて爆発させると、強烈な閃光と爆音で相手を威嚇する。その名のとおり効果は単なるこけおどしであり、殺傷能力は一切ない。実在の閃光弾とほぼ同じ。
作中ではこれと共に、はったりバズーカ、おどかしミサイル（大長編では見せかけミサイル）、みせかけ銃（映画のみ）も登場しているが、いずれも同様に音や煙で相手を威嚇するだけのもので、殺傷能力はない（『ドラベース ドラえもん超野球外伝』では多少のダメージを与えている描写が見られる）。『ドラえもん　のび太の風使い』にも登場する。
こけおどし爆弾（こけおどしばくだん）
テレビアニメ第2作第2期「海賊大決戦 〜南海のラブロマンス〜」（2007年6月29日放送）に登場する。これを大砲に詰めて射出し、相手を威嚇する。こけおどし手投げ弾と同じ効果を生む道具。

## こごとひらいしん
こごとひらいしんは、「こごとひらいしん」（てんとう虫コミックススペシャル『ドラえもんカラー作品集』第4巻に収録）に登場する。
本物の避雷針が雷を地面へ流すように、この道具を他の人の頭に乗せると、自分に対する小言をその人へ流すことができる。たとえば玉子がのび太を説教し始めたとき、のび太がこの道具をドラえもんの頭に乗せると、玉子はドラえもんを叱り始め、ドラえもんはのび太の身代りにペコペコと頭を下げることになる。
道具の使い手は人間に限らず、作中では避雷針を野良猫に付けた後、弾みで避雷針がはずれてのび太に付いたため、ネコにいたずらされた人々が代わりにのび太を叱り始めた。

## ここほれワイヤー
ここほれワイヤーは、「地底の国探検」（てんとう虫コミックス第5巻に収録）に登場する。
ドラミが所持していた道具。外見は長い針金を輪状に巻いた束。それを襟巻きのように首にかぶってこすりながら歩くと、ワイヤーの形が変化して地中にあるものの形とそれが埋まっている地点を示す矢印が自動的に現れる。こすればこするほど地中深くのものを示させることができる（地球の反対側まで可能）。針金を使ったダウジングからヒントを得た道具。

## ココロコロン
ココロコロンは、「ココロコロン」（てんとう虫コミックス第20巻に収録）に登場する。
このコロンを人形などの物にかけると、その物の心が、表情の変化によってわかるようになる。テレビアニメ第2作第2期では、電池で動く玩具に使用した場合、その玩具は動き回るようになる。

## 心つき出ししゅ木
心つき出ししゅ木（こころつきだししゅもく）は、「きらいなテストにガ〜ンバ!」（てんとう虫コミックス『ドラえもんプラス』第1巻に収録）に登場する。
このしゅ木で人の頭を寺社の鐘のように叩くと、叩かれた人の良心と邪心が出てきて戦う。良心は白色、邪心は黒色をしており、手のひらに乗るくらいの大きさである。勝負の行方は叩かれた本人の気持ち次第。敗れた方の心は消滅すると説明されていたが、作中ではのび太が勝った邪心と遊びに行っても良心は残って勉強を続けた。
テレビアニメ第2作第2期ではドラえもんとスネ夫も使用しており、それぞれ用事に行くか行かないかで決めている。なお、のび太に使用した際、良心と邪心は出た直後に戦わず、大人しくしており、これを見たドラえもんは驚いていた。

## 心の声スピーカー
心の声スピーカー（こころのこえスピーカー）は、「雨男はつらいよ」（てんとう虫コミックス第34巻に収録）に登場する。
スピーカーとそれにつながれている長いケーブルとからなる。ケーブルをつながれた人の心にある悩みなどを知ることができる。

## 心の土
心の土（こころのつち）は、「森は生きている」（てんとう虫コミックス第26巻に収録）に登場する。
ハート型の土の塊。これをほぐして地面に撒くと、周囲の土地と心を通い合わせることができる。たとえば草木が動いて、こちらのために色々と尽くしてくれたり、誰かに襲われたときには土や虫や鳥が助けてくれたりする。

## こころふきこみマイク
こころふきこみマイクは、「こころふきこみマイク」（藤子・F・不二雄大全集第16巻に収録）に登場する。
誰かに何かをさせたい場合、このマイクを使ってその相手にその事を吹き込むと、相手はその通りに実行する。「こころふきこみ」と名前にあるように、それをやりたいという心を吹き込むことができるので、むりやり何かをやらせるような他の道具と異なり、相手は心からそれを実行したいという気持ちになる。ただし、相手がその事に抵抗する場合もあり、連呼して吹き込む必要がある。
てんとう虫コミックススペシャル『ザ・ドラえもんズスペシャル』第1巻収録「格闘王・王ドラ」では王ドラがこれを取り出したが、最終的には使われなかった。

## 心よびだし機
心よびだし機（こころよびだしき）は、「森は生きている」（てんとう虫コミックス第26巻に収録）に登場する。
山や森の持つ心を呼び出し、会話をすることができる機械。作中では学校の裏山の心を呼び出したところ、人間の女性に近い、精霊を思わせる姿で山の心が出現した。
この場合、裏山には「心の土」が使われていたが、そういった手が加えられていない土地でも心を呼び出せるかは原作では不明。テレビアニメ第2作第2期「しずかちゃんとおじいの木」（2010年5月21日放送）では、そのままおじいの木に使用し、ゲームボーイのソフト「ドラえもん2 アニマル惑星伝説」でも、各種自然の心を呼び出している。

## コジツケール
コジツケールは、「酒の泳ぐ川」（てんとう虫コミックス第36巻に収録）に登場する。
物事をこじつけ、無理そうなことを実現させる薬剤。作中では「サイラン液」と併用し、サケに卵を産ませるように、同音異義語としてサケならぬ酒瓶に卵を産ませて酒を増やした。

## コタツハウス
コタツハウスは、「恋するドラえもん」（てんとう虫コミックス第27巻に収録）に登場する。
ネコが入れる程度の大きさの家のような形をしており、コンセントもついている。ドラえもんが恋したペルシャ猫にプレゼントした道具である。

## こだまラッカー
こだまラッカーは、「いやなお客の帰し方」（てんとう虫コミックス第11巻に収録）に登場する。
扉などに吹きかけると、ノックした時の音がそのままエコーとなって聞こえるため、トイレのドアなどに塗布すると、延々ノック音が帰ってきてしまい、トイレに入れなくなる。あくまでノックの音が聞こえるだけのようだが、ドアを開けて中に入れるかどうかは不明。
なお、家族全員がトイレの前に集合しているにもかかわらずのび太の両親は中に誰かがいると思って困り果てており、ドラえもんは2人に事情を説明するでもなく後述のラッカーをはがすクスリを探していたが、この道具に強制的に中に誰かがいると思わせる効果もあるのか、それともドラえもんとのび太がうっかり説明を忘れていただけなのかは不明。
こだまなおしラッカー
テレビアニメ第2作第2期「いやなお客を帰しちゃえ」（2012年1月6日放送）に登場する。こだまラッカーを吹き付けたものにこれを吹き付けると、ラッカーをはがすことができる。原作では「ラッカーをはがすクスリ」の名前が出たが、道具自体は登場しなかった（「ラッカーはがしは、あれでもない、これでもない……」とポケットの中をかき回すドラえもんの姿で終わっている）。

## コチョコチョ手ぶくろ
コチョコチョ手ぶくろ（コチョコチョてぶくろ）は、「コチョコチョ手ぶくろ」（てんとう虫コミックス『ドラえもんプラス』第1巻に収録）に登場する。
この手袋をはめ、くすぐりたい相手に手を向けくすぐるジェスチャーをすることで、直接触らずに相手をくすぐることができる。なお、5メートルほど離れていてもくすぐることができる。

## コノ道トーリャンセチャート
コノ道トーリャンセチャート（コノみちトーリャンセチャート）は、「町内突破大作戦」（てんとう虫コミックス第42巻に収録）に登場する。
障害物を避けて目的地まで行くための安全なルートを、自分ではなく離れたところにいる誰かのために探る道具。3メートル四方ほどの巨大なロール紙のようで、広げて「チャートセット!」と合図し、スタート地点と目的地を言葉で指示すると、その2地点間の地図が自動的に表示される。
これに「障害チップ」を併用し、行く手を阻む者の居場所を確かめつつ、目的地までの安全なルートを辿る仕組みになっている。

## コピー頭脳
コピー頭脳（コピーずのう）は、「コピー頭脳でラクしよう」（てんとう虫コミックス第43巻に収録）に登場する。
電子頭脳がロボットの機械の体を動かすように、人間の頭脳で犬やネコなど動物の体を動かして生体ロボットとして操ることのできる道具。まずコピー頭脳を自分の額に強く押し付けると、知能、知識、性格などがコピーされ、それを動物に取り付けることで、動物がもう1人の自分のように動くようになる。言葉を喋ることもできるようになる（声も本人と同じになる）。体力はその動物次第となる。
あまりに長時間付けっ放しだと、コントロールが失われ、動物の方が本人になりきってしまうこともある。作中では犬がのび太になりきった。

## コピーとりよせ機
コピーとりよせ機（コピーとりよせき）は、「翼ちゃんがうちへきた」（てんとう虫コミックス第29巻に収録）に登場する。
専用の「探査ビデオ」で遠くにいる人物の姿を映し出し、この「コピーとりよせ機」を作動させると、その人物の立体的なコピーがこちらに現れ、本人の現在の行動と同様に動いたりしゃべったりする。
いわゆる立体映像ではなく実体を伴っており、触れることもできる。コピーに強い力を加えると、その力は本人にも伝わる。

## コピーロボット
コピーロボットは、「うらないカードボックス」（てんとう虫コミックススペシャル『ドラえもんカラー作品集』第2巻に収録）に登場する。
鼻を押した人そっくりに変身するロボット。変身した人と同様にしゃべったり、行動したりする。鼻のボタンをもう一度押せば元に戻る。
『パーマン』に登場するコピーロボットと同様のもので（大きさや色は新作設定に準拠）、作中でも「パーマンが使っている」というセリフがある。
テレビアニメ第2作第2期では、原作にはない特徴が追加されている。「こんなしずかちゃんイヤ！」（2011年5月6日放送）では、ネジがゆるむと性格がおかしくなる場合があるとされており、コピーが本人に成りすましすり替わろうとする事件が発生した。「のび太とのび太」（2021年11月20日放送）では、ドラえもんが「コピーロボットは頑丈にできており、多少の衝撃では痛くも痒くもない」と述べている。
イケメンコピーロボット
『ドラえもん のび太のひみつ道具博物館』に登場する。名前の通り、ボタンを押した本人の顔を直接写すのではなく、その顔を整った、美麗なものにして動き出すというもの。

## 小人ばこ
小人ばこ（こびとばこ）は、「小人ロボット」（てんとう虫コミックス第7巻に収録）に登場する。
グリム童話「小人の靴屋」をモチーフにした道具。これに仕事を頼んで寝ると、この箱から5、6体の小人型ロボットが現れ、童話の内容と同様に頼んだ人間が寝ている間に仕事を片付けてくれる。仕事は靴磨きや草むしりといった雑用から、自動車の故障の修理まで、なんでも可能。ただし頼んだ本人が眠らない限り、ロボットは出てきてくれない。

## コベアベ
コベアベは、「コベアベ」（てんとう虫コミックス第1巻に収録）に収録する。
横笛を模した道具。吹くとその音を聞いた人が次にしようとしていた行動が逆転する。たとえば怒っている人は笑ってしまい、休もうとした人は働きだす。演奏が途中で中断されると聞いた人は正気に返る。
例として、ジャイアンがスネ夫を新品のバットで殴ろうとした場合、スネ夫にそのバットをプレゼントした上で自身を殴ってくれと勧める。静香の家に入った強盗がこの笛の音色を聞いた際は、自分の物を渡し、その強盗が正気に戻ってのび太を追い掛けている最中に聞いた際は、警察へ自首しに行く。
作中でドラえもん本人が「音を聞かせた相手の脳を狂わせる」というふうに原理を説明しているが、ロボットであるそのドラえもんにも問題なく作用している。

## こまどりカメラ映写機
こまどりカメラ映写機（こまどりカメラえいしゃき）は、「アニメ制作なんてわけないよ」（てんとう虫コミックス第24巻に収録）に登場する。
ビデオカメラのような機械。物を撮影し、その物を少し動かして撮影し、さらにもう少し動かして撮影……と、これを繰り返してから映写すると、その物がアニメーション効果で動いているように見える。
この技法は本物のアニメ作品と同じであるが、この道具が作中に登場した当時は、テレビほどの高い解像度のデジタル動画を製作する技術はまだ存在せず、アナログのビデオの静止撮影能力も不足であった為、銀塩フィルムを用いて撮影する方法が一般的であった。従って、現像も含めて大掛かりな設備と人手、時間を要した。それが手軽に行えるということで、当時は「ひみつ道具」だった。しかし、現在はデジタル撮影が当然となった（従来セルを使用した一般的に良く知られる「アニメ」では、この工程そのものがコンピュータ内部でのデータ処理に置き換えられている）。製品が一般的に流通しているかどうかはともかくとして、技術的には既に実現可能な道具のひとつである。

## ゴマロック
ゴマロックは、「ゴマロック」（藤子・F・不二雄大全集第8巻に収録）、「ジャイアンよい子だねんねしな」（てんとう虫コミックス第27巻に収録）に登場する。
鍵の形をした道具。これで開け閉めする扉などに触れて「とじよゴマ」というと、決して開けることができなくなる。ゴマロックを使った本人が「ひらけゴマ」と言うと、自動的に開く。本人のこの言葉以外の手段では、どんな力をもってしても開けることができない。開け閉めの対象物はなんでもよく、普通のドアはもちろん、部屋のふすま、机の引き出し、さらには土管に板をかぶせただけのものでも使うことができる。開ける手段はあくまで本人の声によるため、たとえ本人でも風邪などで一時的に声質が変化した場合は開けることができない。
てんとう虫コミックス収録作品では、第27巻収録「ジャイアンよい子だねんねしな」にて、かべ紙ハウスに鍵をかける場面にのみ登場している。「ゴマロック」では一般的な鍵の大きさだったのに対し「ジャイアンよい子だねんねしな」では数十センチメートルほどの大きさとなっている。
対決ひみつ道具!!や妖精の国のようなコンピュータゲーム作品では、どんな扉も開錠できる効果になっている。
使用時の言葉は『アリババと40人の盗賊』における、宝の岩戸を開閉する呪文が原案である可能性がある。

## ゴミかご
ゴミかごは、「ハイキングに出かけよう」（てんとう虫コミックス第0巻に収録）に登場する。
ドラミの道具。外観は普通のかごだが、トラック1杯分のゴミを入れることができる。
作中では名称が登場しない。テレビアニメ第2作第1期「ドラミとハイキング」（「ハイキングに出かけよう」のアニメ化作品。1991年9月20日放送、映像ソフト未収録）では名称を「ゴミかご」としている。

## ゴミ磁石
ゴミ磁石（ゴミじしゃく）は、「ハイキングに出かけよう」（てんとう虫コミックス第0巻に収録）に登場する。
ドラミの道具。棒の先にU字型磁石が付いており、鉄ではなくゴミを引き寄せ、ゴミ掃除をすることができる。
テレビアニメ第2作第2期「うら山のウサギ怪獣」（2015年9月11日放送、映像ソフト未収録）ではドラえもん所有のゴミ磁石も登場し、裏山のゴミを集めるために使用した。

## こらしめバンド
こらしめバンドは、「ドラえもん大事典」（てんとう虫コミックス第11巻に収録）に登場する。
『西遊記』の孫悟空が頭にはめている輪「緊箍児」を模したような輪。これを頭にはめ、禁止されていることをやろうとすると頭が締め付けられる。

## ゴルゴンの首
声 - 不明（1980.3）→不明（1990.2）→高戸靖広（2005.11-）
ゴルゴンの首（ゴルゴンのくび）は、「ゴルゴンの首」（てんとう虫コミックス第20巻に収録）に登場する。
前面にラーメン屋の岡持ちのような蓋の付いた箱。この箱の蓋を開けると不気味な咆哮とともに光線を発し、その光を浴びた生物（ただし劇中ではロボットであるドラえもんにも効果があった）は筋肉がこわばって石のようになってしまう。光線の当て加減で体の一部だけを固めることもでき、その部分は何時間同じ姿勢を続けても疲れない。
その実態は箱の中に入った頭だけの石像、すなわちゴルゴンで光線は目から出る（原案であるギリシア神話のゴルゴンは髪が多数の蛇になった女怪だが、本作ではモアイなどに似た無機的な顔で蛇の髪は一本。原作では最後にジャイアンを固めた際に顔を見せた）。固まった者を元に戻すにはその頭に付いた蛇のような髪の毛を上に引っ張ればいい。この石像は亀ぐらいのスピードだが動くことができ、ゴルゴンの首の中身を落とすと、襲われて出遭った者の体全体が石にされてしまう危険がある。外見は頑丈そうに見えるが、とても重い物にぶつかると気絶してしまう。また、後述する自滅の状況から知能もあまり高くない模様。
作中では、のび太の不注意でゴルゴンの首を落としてしまい、先生、小鳥、ドラえもん、スネ夫が石にされた。ゴルゴンの首は木の上で待ち伏せていたジャイアン（テレビアニメ第2作第2期〈2013年11月1日放送分〉ではのび太の下半身）も石にしたが、落ちてきた彼にぶつかった為、気絶した。原作ではしずかは石化を免れたが、テレビアニメ第2作第2期（2013年11月1日放送分）では、しずかも石にされた。
DX軍団ゴルゴンの首
声 - 高戸靖広
映画『ドラえもん のび太のひみつ道具博物館』に登場。人よりも大きなサイズ（元から大きなサイズなのかビッグライトなどの道具で巨大化させたのかは不明）。空を飛ぶことができ、初めから箱から出ている。また、これとは別に同作では、ひみつ道具博物館の展示物として、初代から最新型の4号までの歴代ゴルゴンの首が登場。

## ゴロアワセトウ
ゴロアワセトウは、「ゴロアワセトウ」（てんとう虫コミックススペシャル『ドラえもんカラー作品集』第1巻に収録）に登場する。
この道具の出す光を物に浴びせると、同音の別の言葉の物に変えることができる。たとえば蜘蛛を雲に、花を鼻に、雨を飴に変えたりできる。また「さかさことば機能」を用いると、その物の名前を反対に呼んだ名前に、たとえばミルクをクルミに、草を柵に変えたりできる。

## ころばし屋
ころばし屋（ころばしや）は、「ころばし屋」（てんとう虫コミックス第13巻に収録）に登場する。
「殺し屋」ならぬ「ころばし屋」。外観は卵型で、サングラスに黒いソフト帽・黒背広（または緑のソフト帽と背広）の典型的な殺し屋のイメージをデフォルメした手に収まるくらいの小さなロボット。背中の部分に貯金箱のように硬貨を入れる穴があり、十円玉を入れてターゲットを指名するとどこまでも相手を追いかけ、手にした拳銃状の武器（発射されると「ダギュン」という音がする）を使って必ず3度、転倒させてくれる。小さいながら怪力で頑丈。ドラえもん曰く「ころばしのプロ」なので、一度引き受けた仕事は確実にやり遂げるよう作られている。
ただし、十円玉を投入した際に聞いた名前の人物をターゲットとして認識するため、投入時に人物名に近い言葉を聞いたり、周囲にいる第三者の発言を聞いたりしても、それをターゲットとして認識してしまうという欠点がある。作中では、のび太が十円玉を入れた直後、何も知らないしずかからふいに声をかけられ、誤認してしまったころばし屋に追いかけ回されるはめにあった。依頼を取り消すには百円玉を投入しなければならない（ターゲットとして狙われた側からもキャンセルが可能）。
テレビアニメ第2作第2期「ころばし屋」（2005年7月29日放送）以降では、相手に向けた右手がそのまま空気砲のような空圧を発射する銃口になるという描写に変更されている。
「最強! ころばし屋Z」（2013年3月1日放送）では、ころばし屋Z（後述）とは対照的に、ころばすのはあくまで依頼されたターゲットのみであり、例えターゲットをころばす絶好の位置取りにいたとしても、無関係な第三者を巻き込む可能性がある場合、発砲する事は無かった（ドラえもんは「それが彼の流儀なんだろう」と述べている。ただし原作では、Zと同様に自分の邪魔になる部外者にも危害を加えている）。
映画『ドラえもん のび太とロボット王国』では、誰もお金を入れていないのにドラえもんを転ばしたこともある。
『ドラベース』ではコロコロ収録時には100円になっており、コミックになった際に10円に修正されている。
映画『ドラえもん のび太のひみつ道具博物館』では怪盗DXの手下として改造されたころばし屋が登場する。
ミニころばし屋
『ドラえもんひみつ道具スペシャル ミニドラにおまかせ!』（2008年3月4日発行）第9話「ころばし屋 VS おもちゃの兵隊」（岡田康則作画）に登場する。ころばし屋を小型化した道具。ミニドラが出す道具はドラえもんが出す道具のミニチュアだが、大きくすれば通常通り使えそうな道具が多い。しかしその中で、この道具は必要な金額が10円ではなく1円になっている点がほかの道具と異なる。
ころばし屋Z（ゼット）
テレビアニメ第2作第2期「最強! ころばし屋Z」（2013年3月1日放送）に登場する。外見上は「ころばし屋」の服装を紫に変えた上、かけているサングラスが別のものになり、腹部に赤い「Z」の文字が描かれている。基本的な用途はころばし屋と同じだが、複数の問題が発覚し量産が中止されたという。作中に登場したのはドラえもんの所有物ではなく、22世紀において投入口に石が詰まり動作不良を起こして廃棄されることになったものだが、数々の不幸な偶然によりのび太をターゲットと認識して追い回すことになる（それに至る経緯についてはのび太の名前の項目参照）。
実はころばし屋Zは依頼の取り消しが不可能となっている上に、その性格は至って冷酷で、標的を転ばすのを純粋に楽しみじっくりと甚振る性質を持つ。事実、標的となったのび太以外の人物、作中では自分の邪魔をする者（自分より先にのび太を転ばそうとしていたころばし屋）、標的と一緒にいる者（作中ではのび太の所へ偶然来たしずか、助けに来たドラえもん）に対しても容赦なく危害を加える程。
空気銃はころばし屋よりも大型化している他、より威力の高いバズーカ型に換装可能。
さらに周囲の人物をスキャンする事で名前しか知らないターゲットのいる場所を時代まで正確に割り出せるだけでなく、単独でタイムトラベルを行いどこまでも追跡する機能もある。また、正面対決でも通常のころばし屋を圧倒、ドラえもんの空気砲を空気銃で相殺する、のび太の早撃ちを小細工なしの技術で回避するなど純粋なガンマンとしての力量も一級品。例え接着剤まみれになって動けなくなったとしても、脱皮のような現象を行い脱出する事が出来る。
終盤においてころばし屋と一騎討ちをするが、ころばし屋の倒したクレーン車の下敷きとなり、壊れた。
ころばし屋・ネオ
『ドラえもん のび太の宝島』の小説版に登場。フロックが改造したころばし屋。

## コンクフード
コンクフードは、「海底ハイキング」（てんとう虫コミックス第4巻に収録）、長編漫画『のび太の恐竜』に登場する。
ドラミが所有する「海底ハイキングセット」の1つで、いわば携行食料。食物が半練り状になって入っており、付属のストローで吸い出して食べる。1缶30食分。ハンバーグ、カレーライス、スープ、コンビーフなどさまざまな種類がある。
ドラえもんも所有している。長編漫画『のび太の恐竜』では、1980年1月に雑誌掲載された連載第2回にて上記と同タイプが登場し、「おいしくて栄養たっぷりなんだけど」「も少しいろいろあると楽しいのにな」と皆が感想を述べている。1980年3月公開のアニメ映画では「ヌードル」と書かれたカップ麺状のタイプが登場する。

## 昆虫探知カード
昆虫探知カード（こんちゅうたんちカード）は、「世界の昆虫を集めよう」（てんとう虫コミックス第41巻に収録）に登場する。
昆虫の姿が描かれたカード。これを「どこでもドア」に貼ると、ドアを通じてその昆虫のすみかへ行くことができる。

## コンチュウ飛行機のりこみ用タラップ
コンチュウ飛行機のりこみ用タラップ（コンチュウひこうきのりこみようタラップ）は、「コンチュウ飛行機にのろう」（てんとう虫コミックス第27巻に収録）に登場する。
野外を飛び回っている昆虫を自家用飛行機のように乗り回すことができる道具。タラップの上に立ち、乗りたい昆虫が近くに来たときにボタンを押すと、昆虫が格納庫に誘い込まれる。同時に使用者がタラップから「ガリバーユニット」を通じて体が小さくなって昆虫に乗る形になり、専用の操縦桿「操虫かん」を昆虫に取り付けることで、思いのままに昆虫を操縦して空を飛ぶことができる。昆虫から降りると、ひとりでに体も元の大きさに戻る。
テレビアニメ作品第2作目第2期では、飛行系の昆虫以外にも使用しており、バッタ、カタツムリ、アメンボ、オケラにも乗った。
「のび太と奇跡の島」の漫画版では、「操虫かん」のみ登場。タラップを使わずとも握るだけで、体が小さくなって手近な昆虫に乗れる。

## コンチュー丹
コンチュー丹は、「無敵コンチュー丹」（てんとう虫コミックス第19巻に収録）に登場する。
粒状の薬。服用すると一昼夜での完全変態（木の葉を大量に食べ、就寝時に繭を作る）を経て以下の様な昆虫の特性が身に着く。
- チョウのような身軽さ
- ハチのようなすばやい攻撃動作
- アリのような怪力
- カブトムシのような硬い体
- バッタのようなジャンプ力やキック力（テレビアニメ第2作第2期2005年11月25日版、2019年4月19日版。石森章太郎原作「仮面ライダー」から頂いたもの）
- カメムシのような臭気を放つ能力（テレビアニメ第2作第2期2019年4月19日版）

ただし捕虫網が怖くなる、殺虫剤を浴びると卒倒するなど、虫が怖がるような物が苦手になるという副作用もある。
なお、元プロボクシングヘビー級王者モハメド・アリ選手のボクシングスタイルである「チョウのように舞い、ハチのように刺す」にちなんでいることを作中でも言及しており、「アリの怪力」のアリは彼にちなんだダジャレにもなっている。
テレビアニメ第2作第2期「無敵コンチュー丹」（2005年11月25日放送）では、幼虫期に食べるものを木の葉から野菜に変更している。

## コンビパトボール
コンビパトボールは、「町内突破大作戦」（てんとう虫コミックス第42巻に収録）に登場する。
誰かを探すときに使う道具。野球のボールほどの球体に目とアンテナが付いたものが2個で対になっており、片方に探したい人を命じて空へ解き放つと、空を飛び回って自動的にその人を探し出し、居所目掛けて飛んで行く。もう片方を手元に置いておけば、コンビパトボールを通じて携帯電話のように話をすることができる。原作大長編及び映画『ドラえもん』では、同型のメカやひみつ道具が度々登場している。
パトボール
『ドラえもん のび太の恐竜』（原作大長編）と『映画ドラえもん のび太の恐竜2006』（2006年3月4日公開）では、タイムパトロールが使用するのは白色で「タイムボール」、恐竜ハンターが使用するのは黒色で「スパイボール」や「ブラックボール」という名称が用いられている。『映画ドラえもん 新・のび太の日本誕生』（2016年3月5日公開）ではタイムパトロールが使用しており、上部・下部・左右が手足のように開いた形をした独自のデザインとなっている（名称は未登場）。
パトボールとガードロボ
『映画ドラえもん のび太のひみつ道具博物館』（2013年3月9日公開）に登場する、ひみつ道具博物館の警備をしている道具。ガードロボは一つ目の大型ロボット。本編内では二つとも「ガードロボ」と同名で呼称されており、「パトボールとガードロボ」は映画のエンディングで表記される名称である。パトボール以前はガードロボが館内を警備していたが、攻撃力が強すぎて危険だったため使われなくなった。現在はロボット館の檻に、フルメタル製の鎖で拘束し封印されている。
パトボールとモニタ
『映画ドラえもん のび太の絵世界物語』（2025年3月7日公開）に登場する、「スパイ衛星」と同様の機能を持つ道具。監視カメラのパトボールが対象を追跡し、目に映した映像をモニタで確認することができる。

## コンピューター睡眠薬
コンピューター睡眠薬（コンピューターすいみんやく）は、『ドラえもん のび太と鉄人兵団』に登場する。
ロボットに使用する睡眠薬で、外見は人間用の瓶入りの錠剤に似ている。これをロボットが飲むと、頭脳部分のコンピュータの機能が24時間停止する。
メカトピア星のロボット・リルルに治療薬と偽って飲ませたが、見破られて密かに吐き出され効果は出なかった。
この道具は大長編・映画（リメイク版）では名前が呼ばれない。映画（旧作）では「コンピューター睡眠薬」としている。

## コンピューターペンシル
コンピューターペンシルは、「一生に一度は百点を…」（てんとう虫コミックス第1巻に収録）などに登場する。
鉛筆を象った筆記具で、お尻に六角形をしたコンピュータらしき物体がついている。これを使うとどんなに難しい勉強でも量の多い仕事でも、あっという間にスラスラと終わらせることができる。
ただし、ジャイアンのようにいつも0点ばかりの者が使うとすぐにバレてしまう。